# Un rincón cerca del cielo
Un rincón cerca del cielo és una pel·lícula de drama mexicana de 1952, dirigida per Rogelio A. González, protagonitzada per Pedro Infante, Antonio Aguilar, Marga López i Silvia Pinal.

## Argument
A mitjan anys 1950, Pedro González (Pedro Infante) emigra a la Ciutat de Mèxic a la recerca d'una millor ocupació; en la seva cerca es queda sense diners. Això el porta a un bar on s'emborratxa i es baralla. L'endemà al matí comença el dia a la casa de Sonia Irina (Silvia Pinal) i el seu pare Don Chema Pérez (Andrés Soler) li dona posada i posteriorment li aconsegueix una ocupació, on coneix a Margarita (Marga López) de qui s'enamora; posteriorment es casen, Margarita queda embarassada i tots dos perden injustament la feina. Pedro després aconsegueix ocupació com a guardaespatlles gràcies a Sonia Irina però el perd defensant a Don Chema; sense ocupació i amb pocs diners es muden a una casa molt humil; Pedro obté una nova ocupació esgotadora i mal remunerada. Al cap d'uns mesos Margarita dona a llum a un nen al que nomenen José María en honor de Don Chema. En la seva primera Nit de Nadal junts, encara que amb gran afecte, tenen un gran pesar per viure enmig de la pobresa; és en aquest moment que demanaven ajuda a Déu per a sortir-ne, que torna Don Chema ric i amb grans regals per a ells, l'endemà Don Chema marxa deixant diners i una nota, immediatament després apareixen dos policies que detenen a Pedro i li confisquen els diners passant est un curt temps a la presó.
Passen dos anys vivint entre mancances i la pobresa i, de sobte, apareix Sonia Irina ja amb un fill i també pobre a la recerca del seu pare Don Chema que per a aquest moment ja està reclòs al Penal Federal de las Islas Marías ells li donen els pocs diners que tenen i marxa; poc després Margarita sospita que Pedro l'enganya, va a la seva cerca i el troba com a còmic ambulant demanant almoina com un gos; Pedro, en veure's descobert pel seu fill i la seva dona, fuig de vergonya (a l'inici de la pel·lícula en una presa similar, Pedro li diu a Margarita que no faria aquest treball ni encara que es morís de fam pel fet que ho considera com el súmmum de la ridiculesa i la falta de dignitat). Mentrestant José María (fill de Pedro) cau malalt de Pneumònia; ja greu és quan Pedro torna, un metge atén José María i els demana anar per unes medicines. Pedro decideix robar un borratxo que comptava diners (Antonio Aguilar). Poc després és detingut a la farmàcia mentre comprava els medicaments, el borratxo, en veure que els diners robats era per salvar al seu fill, li atorga el perdó i li dona més diners però ell el rebutja; Pedro torna a casa però José María és abraçat per la seva mare, ja mort. Pedro, aclaparat per la desgràcia, decideix suïcidar-se llançant-se a les vies del tren, fallant en el seu intent i quedant coix; Margarita després li diu que espera un altre bebè, i tots dos amb llàgrimes en els ulls mirant al cel agraeixen a Déu.

## Repartiment
- Pedro Infante com Pedro González
- Marga López com Margarita
- Andrés Soler com Don Chema Pérez
- Antonio Aguilar com Catrín (Tony Aguilar)
- Silvia Pinal com Sonia Irina
- Luis Aceves Castañeda com Martín Araujo, el cap
- Peque Navarro com Pepe
- Arturo Soto Rangel com Don Tenen
- Diana Ochoa com Supervisora oficina
- Guillermo Portillo Acosta com Borratxo (G. Portillo Acosta)
- Juan Orraca com Don Antonio
- Mercedes Soler com infermera
- Joaquín García Vargas com Borratxo
- Ricardo Camacho com Borratxo (Ricardo de Urdimalas)
- Gregorio Acosta com a Home que colpeja a Pedro (no acreditat)
- Julio Ahuet com a Policia (no acreditat)
- Josefina Burgos com Emprada oficina (no acreditat)
- Lupe Carriles com a Donya Eulalia (no acreditat)
- Pedro de Aguillón com a Repartidor (no acreditat)
- Enedina Díaz de León com a Veïna xafardera (no acreditat)
- María Gentil Arcos com a Empleada acomiadada (no acreditat)
- Leonor Gómez com a Ballarina de carrer (no acreditada)
- Elodia Hernández com a Veïna xafardera (no acreditat)
- Pepe Hernández com a Repartidor (no acreditat)
- Isabel Herrera com a Espectadora (no acreditat)
- Alfonso Iglesias Padre com Cantinero (no acreditat)
- Arturo Martínez com a Policia (no acreditat)
- Estela Matute com Emprada oficina (no acreditat)
- Luis Mussot fill com a Espectador jove en cinema (no acreditat)
- José Muñoz com a Policia en cinema (no acreditat)
- Rubén Márquez com a Home en cantina (no acreditat)
- Paula Rendón (no acreditat)
- Carlos Robles Gil com a Espectador en cinema (no acreditat)
- Félix Samper com a Espectador ancià en cinema (no acreditat)
- Jorge Treviño com a Botiguer (no acreditat)
- Hernán Vera com Tortero (no acreditat)

## Premis i nominacions
- Silvia Pinal premiada amb el Premi Ariel a la Millor Coactuación Femenina.[3][4]
- Pedro Infante nominat al Premi Ariel com la Millor Actuació Masculina.
- Marga López nominada al Premi Ariel a la Millor Actuació Femenina.